# Trefoldighetskirken
Trefoldighetskirken (Trefaldighetskyrkan) är en central storstadskyrka på Hammersborg i Oslo. 
Trefoldighetskirken invigdes 1858 av biskop Jens Lauritz Arup. Den är en centralkyrka i nygotik, med två klocktorn och en åttakantad kupol, välvd över fyra flyglar. Kyrkan ritades av Hamburgsarkitekten Alexis de Chateauneuf, men blev tidigt övertagen av hans elev Wilhelm von Hanno. Denne gjorde en del ändringar i de ursprungliga ritningarna och stod själv bakom många av interiördetaljerna i kyrkan.
Seden invigningen har Trefoldighetskirken fått en rad nya konstverk och utsmyckningar. 1863 kom den stora dopfunten i form av en ängel. Konstverket är utfört av bildhuggaren Julius Middelthun från Kongsberg. Han räknas som Norges främste skulptör före Gustav Vigeland och står bland annat bakom Schweigaard-statyn på universitetsplatsen, och en rad andra konstverk som pryder Oslo. Dopängeln är en ytterst originell dopfunt. Ängeln håller ett snäckskal, vilket utgör själva dopfatet, mellan sina händer. 